# Frank Press
Frank Press, né le 4 décembre 1924 et mort le 29 janvier 2020, est un géophysicien américain, conseiller de quatre présidents américains et président de l'Académie nationale des sciences pendant deux mandats consécutifs (1981-1993).

## Biographie
Frank Press naît le 4 décembre 1924 dans le quartier de Brooklyn, à New York. Il obtient un Bachelor of Science au City College of New York, puis un doctorat en géophysique à l'université Columbia en 1949. Il y enseigne la géophysique puis devient professeur au California Institute of Technology en 1956, où il dirige le laboratoire de sismologie,.
En parallèle, il conseille plusieurs agences gouvernementales, siège au President's Science Advisory Committee (en) pendant les administrations de John Fitzgerald Kennedy (1961-1963) et Lyndon B. Johnson (1963-1969) et est nommé par le président Richard Nixon au National Science Board (en).
De 1965 à 1977, il dirige le département de géologie et de géophysique du Massachusetts Institute of Technology (MIT).
En 1977, il est nommé conseiller scientifique du président Jimmy Carter et directeur de l'Office of Science and Technology Policy, poste qu'il occupe jusqu'en 1981.
Toujours en 1977, il rédige un mémoire adressé au président qui relate les connaissances scientifiques de l'époque sur le risque d'un réchauffement climatique provoqué par les émissions de dioxyde de carbone (CO2) des combustibles fossiles. Deux ans plus tard, en 1979, à la suite de la publication d'un rapport du comité JASON, il demande à l'Académie nationale des sciences une évaluation de la robustesse scientifique des modélisations numériques du climat, qui donne lieu au rapport Charney publié la même année, lequel conclut à un futur réchauffement du climat,.
En 1981, il devient président de l'Académie nationale des sciences, fonction qu'il occupe jusqu'en 1993.
Il meurt le 29 janvier 2020 à Chapel Hill, à l'âge de 95 ans.